# Wilhelmus Johannes Franciscus Juten
Wilhelmus Johannes Franciscus Juten (Bergen op Zoom, 3 oktober 1868 - aldaar, 11 april 1929) was een Nederlands docent en politicus voor de Rooms-Katholieken.
Juten was een zoon van (hoofd)onderwijzer Franciscus Gommarius Juten en Elisabeth Johanna Vergroesen. Na de Rijks hogereburgerschool in Bergen op Zoom behaalde hij zijn akte voor lager onderwijs (1887) en hoofdakte (1889) aan de rijkskweekschool in 's-Hertogenbosch. Van 1888 tot 1893 was hij onderwijzer in Bergen op Zoom, en vanaf 1893 was hij eigenaar van een drukkerij en uitgever (en later hoofdredacteur) van het katholieke dagblad De Avondster. Van 1903 tot 1921 was hij schoolopziener.
Juten zette zich in voor de katholieke zaak in de politiek, en was lid van de lokale gemeenteraad (1897-1904) en Provinciale Staten van Noord-Brabant (1901-1923). In 1911 werd hij nogmaals in de gemeenteraad gekozen, maar moest deze functie weigeren vanwege het raadslidmaatschap van zijn broer. Hij was secretaris van de lokale Rooms-Katholieke kiesvereniging tot hij in 1913 besloot dat hij de kandidatuur van het (al 25 jaar!) zittende conservatieve katholieke kamerlid namens Bergen op Zoom, Lambert de Ram, niet sterk genoeg vond. Zijn kandidatuur leidde tot een royement van de kiesverenigingen, maar hij wist wel gekozen te worden (na herstemming tegen De Ram). In 1917 werd hij zonder tegenkandidaat herkozen. In de Kamer hield hij zich naast onderwijs ook bezig met o.a. financiën en defensie.
In 1915 trouwde Juten te Rheden met de 24 jaar jongere Hendrika Berendina Maria Lestrade. In 1921 werd hij, nog steeds Kamerlid, benoemd tot Burgemeester van Wouw. Deze functie zou hij blijven vervullen tot 1927, al was hij toen al enkele maanden op non-actief vanwege zijn ziektebed.